# Бадалыкское кладбище
Бадалы́кское кла́дбище (в просторечии зачастую используется неверное название «Бадалык») — некрополь в Красноярске.
Находится в Советском районе города, по дороге в жилой район Солнечный. Самое большое городское кладбище — около 65 % всех погребений Красноярска. Название связано с близлежащей деревней Бадалык. Насчитывает 259 тысяч захоронений.
Территория кладбища входит в границы территорий объектов культурного наследия регионального значения Красноярского края, имеется участок почётных захоронений — Аллея Славы.
На кладбище действует возведённая в 1999-01 годах по проекту архитектора Владимира Терскова храм-часовня Св. Даниила Ачинского.

## История
Открыто в начале 1970-х годов, одно из первых захоронений — бабки Виктора Астафьева Марии Егоровны.
Долгое время площадь кладбища составляла более 245 га. Имеется Аллея почётного захоронения.
В 1996 году был открыт памятник участникам ликвидации последствий катастрофы на Чернобыльской АЭС (на верхней площадке по центральной аллее старого кладбища между секторами 22, 23, 36 и 26).
В 2007 году кладбище было расширено на несколько гектаров и после последнего увеличения его территория достигла трёхсот гектар).
В январе 2008 года был освящён храм Армянской апостольской церкви.
При проведении земляных работ на территории кладбища были обнаружены останки мамонта.
Кладбище в значительной мере исчерпало свои ресурсы, с 2014 года захоронения проводят только в родственные могилы, на аллее Славы или в коммерческие места.

## Известные захоронения
См. категорию Похороненные на Бадалыкском кладбище
На Аллее почёта кладбища похоронены выдающиеся жители Красноярского края.
Т. С. Агапова — артистка-вокалистка, народная артистка России

А. А. Асеев 

П. М. Бахарев 

Г. Е. Бобков 

И. А. Борисевич

П. И. Брок 

М. С. Годенко — советский хореограф, балетмейстер, артист балета, народный артист СССР, 

И. Н. Демьянов 

В. В. Ершов — пилот-инструктор, писатель, популяризатор гражданской авиации

Я. С. Еселевич — заслуженный художник России

Н. Х. Загиров — доктор технических наук, профессор, первый ректор Красноярского института цветных металлов им. М. И. Калинина

Г. А. Иванов — генерал-майор милиции

Г. Ф. Игнатьев — лауреат Ленинской премии

Ю. П. Ишханов — советский и российский скульптор и художник, народный художник РСФСР, профессор, действительный член Российской академии художеств

А. П. Лекаренко — заслуженный художник РСФСР

Е. А. Лозинский — заслуженный деятель искусств РСФСР

Д. Д. Мартынов 

И. Т. Марусев 

В. С. Михайлов 

Е. А. Наймушина — олимпийская чемпионка 1980 г по спортивной гимнастике, Заслуженный Мастер спорта СССР.

А. Н. Немтушкин — эвенкийский писатель, поэт.

В. А. Новиков — член Совета Федерации РФ от Красноярского края 

И. И. Пантелеев — русский советский писатель
П. И. Пастырев 
П. И. Пимашков — бывший глава города Красноярска (1996—2011), депутат Государственной думы
А. Г. Поздеев — культовый красноярский художник
Б. Я. Ряузов — художник-пейзажист; народный художник РСФСР, действительный член Академии художеств СССР
А. Н. Таваков 
О. А. Тибекин 
А. В. Тимошенко 
Н. И. Усенко 
В. П. Усс 
П. С. Федирко — бывший первый секретарь Красноярского крайкома КПСС
Б. К. Чернышёв 
А. И. Чмыхало — писатель
Л. С. Чудбин 
С. Г. Янковский 
Г. Е. Ячменёв 
На Бадалыкском кладбище похоронены погибшие 28 апреля 2002 года вместе с губернатором Красноярского края Александром Лебедем при падении вертолета в Ермаковском районе заместитель губернатора Надежда Кольба, начальник краевого управления туризма и курортов Лев Чернов, корреспондент телекомпании «7 канал» Наталья Пивоварова, оператор программы «ИКС» Красноярской государственной телерадиокомпании Игорь Гареев и корреспондент «Сегодняшней газеты» Константин Степанов.
Здесь покоятся создатели «Живого уголка» Красноярских Столбов супруги Елена Крутовская и Джеймс Дулькейт; погибшие в Чечне сотрудники Красноярского ОМОНа Чверко С. П. и Мазун Ю. А., В. Крышов, А. Милюков, А. Заев, А. Коннов; начальник Управления Енисейского речного пароходства А. А. Печеник, писатель Бронислав Бобровский, легенда красноярской фотожурналистики В. И. Чин-Мо-Цай, прокурор Красноярска Н. Н. Жукова, заслуженный артист России Виктор Савченков; оперный певец, заслуженный артист России Григорий Концур; оперные певицы заслуженная артистка России Тамара Пронина и заслуженная артистка России Жанетта Тараян; балетмейстер, заслуженный работник культуры РСФСР Владимир Бурцев; заслуженный деятель искусств РСФСР Евгений Лозинский и другие красноярцы.